# 細野博吉
細野 博吉（ほその ひろきち、1917年（大正5年）3月30日 - 1995年（平成7年）3月21日）は、日本の帆布製品職人。

## 略歴
東京府の生まれ。1928年（昭和3年）細野商店にて帆布製品職人としての修行を開始する。1936年（昭和11年）立教大学山岳部による日本最初の海外登山ヒマラヤナンダコート遠征の装備を手掛ける。この装備が高い評価を受け、以後多くの登山隊の装備を制作することとなり、槇有恒を隊長とする日本山岳会マナスル登山隊がマナスル初登頂を成功させた際の装備も担当した。1937年（昭和12年）細野商店の事業を継承する。
1956年（昭和31年）からは日本の南極地域観測隊の装備を製作することとなったが、海外の南極観測隊からもその品質の高さが評価され、アメリカおよびニュージーランドの南極観測隊の装備も製作した。一方、後進の指導育成にも注力し、中央職業能力開発協会での技術指導に携わる。その後、中央職業能力開発協会では理事などを歴任した。これらの功績から1977年（昭和52年）に「卓越技能者労働大臣表彰」（現代の名工）を授賞。20世紀中期にアルプスをはじめとする世界の高山への日本の登山家・登山隊の挑戦を支えた登山装備品業界の第一人者。

## 受章・表彰歴
- 1977年（昭和52年） - 現代の名工（卓越技能者）表彰
- 1979年（昭和54年） - 黄綬褒章
- 1986年（昭和61年） - 勲六等単光旭日章